# Fosztogatók
A Fosztogatók (eredeti cím: Marauders) 2016-ban bemutatott amerikai bűnügyi-thriller, melyet Steven C. Miller rendezett. A főbb szerepekben Christopher Meloni, Bruce Willis, Dave Bautista és Adrian Grenier látható.
A film 2016. július 1-jén került kiadásra a Lionsgate Premiere forgalmazásában. Magyarországon 2019 júliusában jelent meg magyar szinkronnal.

## Szereplők
| Színész               | Szerep                                | Magyar hang     |
| --------------------- | ------------------------------------- | --------------- |
| Christopher Meloni    | Jonathan Montgomery különleges ügynök | Kőszegi Ákos    |
| Bruce Willis          | Jeffrey Hubert                        | Sörös Sándor    |
| Dave Bautista         | Greg Stockwell ügynök                 | Varga Rókus     |
| Adrian Grenier        | Wells különleges ügynök               | Markovics Tamás |
| Texas Battle          | TJ Jackson                            | Szabó Máté      |
| Johnathon Schaech     | Mims nyomozó                          |                 |
| Lydia Hull            | Lydia Chase különleges ügynök         |                 |
| Tyler Jon Olson       | Zach Derohan nyomozó                  |                 |
| Christopher Rob Bowen | Bradley Teegan                        |                 |
| Danny A. Abeckaser    | Antonio Leon nyomozó                  |                 |